# Česká společnost AIDS pomoc
Česká společnost AIDS pomoc (zkr. ČSAP) je česká nezisková organizace, spolek působící v oblasti preventivních aktivit HIV-AIDS, testování na HIV infekci, poradenství a péče o HIV pozitivní osoby.
Společnost byla založena dne 6. prosince 1989. Zakládajícími členy byli Radomír Růžička, Vladimír Dočkal a Roman Roháček.
Společnost se zaměřovala zejména na prevenci a osvětu. V roce 1993 došlo ke změně zaměření činnosti, když nový předseda Jiří Horský usiloval o soustředění na lidi již infikované virem HIV, jednak jejich zapojení do činnosti sdružení, jednak záměr výhledově zřídit zdravotnicko-společenské centrum. V roce 1994 Horský zemřel, čímž směřování tímto směrem poněkud polevilo. K opětovnému posílení těchto snah došlo s nástupem Václava Strouhala do pozice předsedy v roce 1997.
Dne 11. srpna 1999 společnost otevřela Dům světla, zařízení určené k péči o HIV pozitivní. V objektu společnost již dříve působila, avšak jen v jednom patře. Po odchodu nájemců ostatních pater věnovala městská část Praha 8 celý objekt ČSAP. Ředitelem Domu světla byl jmenován Miroslav Hlavatý. Dne 15. prosince 1999 navštívil nově otevřené zařízení prezident Václav Havel s chotí Dagmar.

## Historie
- 6. prosince 1989 – založeno občanské sdružení Společnost AIDS pomoc, první předseda MUDr. Radek Růžička, další zakládající členové Vladimír Dočkal a Roman Roháček

- 28. září 1990 – společnost AIDS pomoc zaregistrována Ministerstvem vnitra ČR jako občanské sdružení – nevládní nezisková organizace pod č. j. VSP/1-2596/90-R, Český statistický úřad přiděluje identifikační číslo organizace 00409367, předseda Jiří Horský

- 1. ledna 1993 – vznik České společnosti AIDS pomoc, z.s.